# Save Our Children

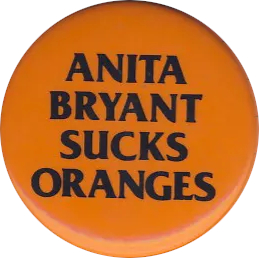
Botton usado pelos opositores da campanha.

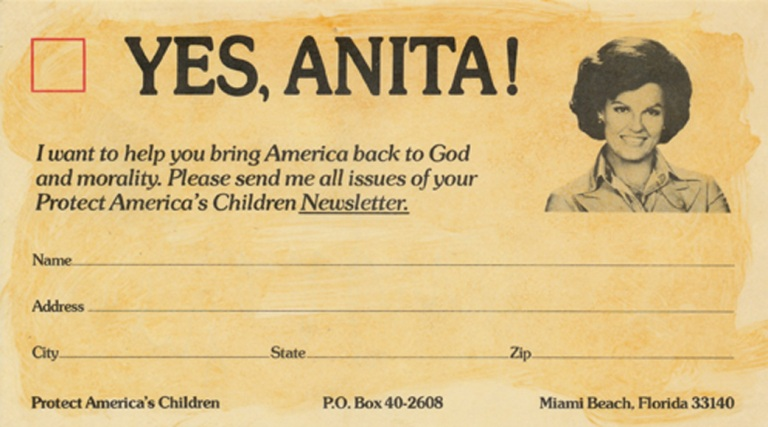
Campanha de levantamento de fundos do movimento.

Salvem Nossas Crianças (Save Our Children, Inc.) foi uma coalizão política formada em 1977 em Miami, EUA, para revogar uma lei recentemente aprovada no condado que acabava com a discriminação nas áreas residenciais, empregos e acomodações públicas baseada em orientação sexual. A coalizão foi publicamente liderada pela cantora Anita Bryant, que alegava que a lei discriminava seu direito de ensinar a moralidade bíblica a suas crianças. Foi uma campanha que inciciou uma forte disputa política entre ativistas gays e cristãos fundamentalistas. Quando a rejeição da lei foi a voto, atraiu o maior quórum já visto numa eleição especial do Condado de Dade, sendo a lei rejeitada por mais de 70%.